# Temporada 1953-54 de los Baltimore Bullets (original)
La temporada 1953-54 fue la séptima de los Baltimore Bullets en la NBA. La temporada regular acabó con 16 victorias y 56 derrotas, no logrando clasificarse para los playoffs.

## Elecciones en elDraft
| Ronda | Puesto | Jugador       | Posición  | Nacionalidad   | Universidad          |
| ----- | ------ | ------------- | --------- | -------------- | -------------------- |
| 1     | 1      | Ray Felix     | Pívot     | Estados Unidos | Long Island          |
| 2     | 10     | Bobby Speight | Ala-Pívot | Estados Unidos | North Carolina State |
| 3     | 20     | Bob Peterson  | Alero     | Estados Unidos | Oregon               |
| 5     | 38     | Paul Nolen    | Pívot     | Estados Unidos | Texas Tech           |
| 8     | 65     | Connie Rea    | Escolta   | Estados Unidos | Centenary            |

## Temporada regular
| División Este         | División Este | División Este | División Este | División Este | División Este | División Este | División Este | División Este |
| Equipo                | G             | P             | %             | PD            | Casa          | Fuera         | Neutral       | Div           |
| --------------------- | ------------- | ------------- | ------------- | ------------- | ------------- | ------------- | ------------- | ------------- |
| x-New York Knicks     | 44            | 28            | .611          | –             | 18–8          | 15–13         | 11–7          | 24–16         |
| x-Syracuse Nationals  | 42            | 30            | .583          | 2             | 26–6          | 11–17         | 5–7           | 21–19         |
| x-Boston Celtics      | 42            | 30            | .583          | 2             | 17–6          | 10–19         | 15–5          | 25–15         |
| Philadelphia Warriors | 29            | 43            | .229          | 15            | 10–9          | 6–16          | 13–18         | 19–21         |
| Baltimore Bullets     | 16            | 56            | .222          | 28            | 12–18         | 0–22          | 4–16          | 11–29         |

## Estadísticas
| Rk | Jugador       | Edad | P  | PT | MP   | TC  | TCI  | %TC  | 3P | 3PI | %3P | TL  | TLI | %TL   | RO | RD | RT   | AS  | RB | TAP | BP | FP  | PTS  |
| -- | ------------- | ---- | -- | -- | ---- | --- | ---- | ---- | -- | --- | --- | --- | --- | ----- | -- | -- | ---- | --- | -- | --- | -- | --- | ---- |
| 1  | Ray Felix     | 23   | 72 |    | 37.1 | 5.7 | 13.7 | .417 |    |     |     | 6.2 | 9.8 | .638  |    |    | 13.3 | 1.1 |    |     |    | 3.5 | 17.6 |
| 2  | Max Zaslofsky | 28   | 11 |    | 38.0 | 5.2 | 14.7 | .352 |    |     |     | 6.0 | 7.8 | .767  |    |    | 3.9  | 3.0 |    |     |    | 2.2 | 16.4 |
| 3  | Paul Hoffman  | 31   | 72 |    | 34.8 | 3.5 | 10.6 | .332 |    |     |     | 3.0 | 4.2 | .716  |    |    | 6.8  | 4.0 |    |     |    | 3.8 | 10.0 |
| 4  | Eddie Miller  | 22   | 72 |    | 23.0 | 3.4 | 8.3  | .407 |    |     |     | 3.2 | 4.4 | .729  |    |    | 7.5  | 1.3 |    |     |    | 2.7 | 10.0 |
| 5  | Bob Houbregs  | 21   | 59 |    | 30.6 | 3.2 | 8.5  | .380 |    |     |     | 2.8 | 3.9 | .707  |    |    | 5.6  | 1.9 |    |     |    | 3.2 | 9.2  |
| 6  | Al Roges      | 23   | 67 |    | 28.9 | 3.3 | 9.2  | .358 |    |     |     | 1.9 | 2.7 | .726  |    |    | 3.2  | 2.4 |    |     |    | 2.6 | 8.5  |
| 7  | Rollen Hans   | 22   | 67 |    | 23.2 | 2.9 | 7.7  | .371 |    |     |     | 1.5 | 2.7 | .561  |    |    | 2.4  | 2.7 |    |     |    | 2.6 | 7.2  |
| 8  | Jim Fritsche  | 22   | 66 |    | 18.4 | 1.8 | 5.7  | .309 |    |     |     | 0.7 | 1.0 | .750  |    |    | 3.3  | 1.1 |    |     |    | 1.6 | 4.2  |
| 9  | Mark Workman  | 23   | 14 |    | 10.8 | 1.8 | 4.3  | .417 |    |     |     | 0.4 | 0.7 | .600  |    |    | 2.6  | 0.5 |    |     |    | 2.2 | 4.0  |
| 10 | Hal Uplinger  | 24   | 23 |    | 11.7 | 1.4 | 4.1  | .351 |    |     |     | 0.9 | 1.0 | .909  |    |    | 1.3  | 1.1 |    |     |    | 1.8 | 3.7  |
| 11 | Joe Smyth     | 24   | 32 |    | 13.6 | 1.3 | 3.8  | .350 |    |     |     | 0.9 | 1.8 | .536  |    |    | 2.8  | 1.5 |    |     |    | 1.4 | 3.6  |
| 12 | Jim Luisi     | 25   | 31 |    | 11.8 | 1.0 | 3.1  | .326 |    |     |     | 0.9 | 1.3 | .659  |    |    | 0.8  | 1.1 |    |     |    | 1.5 | 2.9  |
| 13 | Bill Bolger   | 22   | 20 |    | 10.1 | 1.2 | 3.0  | .407 |    |     |     | 0.4 | 0.7 | .615  |    |    | 1.8  | 0.6 |    |     |    | 1.4 | 2.8  |
| 14 | Bob Peterson  | 22   | 4  |    | 9.0  | 0.3 | 1.3  | .200 |    |     |     | 1.3 | 1.5 | .833  |    |    | 0.5  | 0.0 |    |     |    | 2.3 | 1.8  |
| 15 | Connie Rea    | 19   | 20 |    | 7.7  | 0.5 | 2.2  | .209 |    |     |     | 0.3 | 0.8 | .313  |    |    | 1.6  | 0.8 |    |     |    | 0.7 | 1.2  |
| 16 | Don Asmonga   | 25   | 7  |    | 6.6  | 0.3 | 2.1  | .133 |    |     |     | 0.1 | 0.1 | 1.000 |    |    | 0.1  | 0.7 |    |     |    | 1.7 | 0.7  |
| 17 | Paul Nolen    | 24   | 1  |    | 2.0  | 0.0 | 1.0  | .000 |    |     |     | 0.0 | 0.0 |       |    |    | 1.0  | 0.0 |    |     |    | 1.0 | 0.0  |
| 18 | Mo Mahoney    | 26   | 2  |    | 5.5  | 0.0 | 1.0  | .000 |    |     |     | 0.0 | 0.0 |       |    |    | 1.0  | 0.5 |    |     |    | 0.0 | 0.0  |
| 19 | Leo Barnhorst | 29   | 55 |    | 34.2 | 3.4 | 9.7  | .352 |    |     |     | 1.1 | 1.5 | .707  |    |    |      | 3.9 |    |     |    | 3.1 | 7.9  |

## Galardones y récords
| Jugador   | Galardón                 |
| Ray Felix | Rookie del Año de la NBA |